# Serra de Palomes
La serra de Palomes és una serra situada al municipi de Rajadell, a la comarca catalana del Bages, amb una elevació màxima de 881 metres.